# Бриченко Ігор Віталійович
І́гор Віта́лійович Бриче́нко (нар. 7 липня 1970, село Новопетрівка, Снігурівський район, Миколаївська область) — український політик. Народний депутат України VII та VIII скликань. Член партії «Народний фронт».Засновник Благодійного Фонду «Крокуємо з турботою»(2019 р.)

## Біографія
Ріс без батька. Мати Валентина працювала зоотехніком на фермі. Має середню освіту. Закінчив Новопетрівську сільську школу, Снігурівське СПТУ № 34, де отримав спеціальність тракториста-машиніста.
Під час окупації в ході Російсько-Української війни ,все майно в Снігурівці та Новопетрівці було частково знищене

### Трудова діяльність
З 1988-го шість років служив у Західній групі військ у Німеччині. Повернувся до Новопетрівки й зайнявся овочівництвом. Став директором Новопетрівської філії підприємства «Агросвіт», а за два роки — власником.
З листопада 2010 до грудня 2012 — депутат Миколаївської обласної ради від партії ВО «Батьківщина», переміг в одномандатному окрузі № 38. Член постійної комісії з питань аграрної політики, земельних відносин, сільського будівництва та соціального розвитку села.
З 12 грудня 2012 — народний депутат України від ВО «Батьківщина», переміг в одномандатному окрузі № 130, отримавши 42,23 % голосів виборців. На час виборів був директором ПВТФ «Агросвіт». У Верховній Раді України VII скликання. Голова підкомітету з питань соціальної політики агропромислового комплексу, розвитку сільських територій, аграрної науки та освіти Комітету з питань аграрної політики та земельних відносин.
З 27 листопада 2014 року — народний депутат України фракція Політичної партії «НАРОДНИЙ ФРОНТ», обраний по загальнодержавному багатомандатному округу. Член Комітету Верховної Ради України з питань аграрної політики та земельних відносин.

## Парламентська діяльність
Був одним з 59 депутатів, що підписали подання, на підставі якого Конституційний суд України скасував статтю Кримінального кодексу України про незаконне збагачення, що зобов'язувала держслужбовців давати пояснення про джерела їх доходів і доходів членів їх сімей. Кримінальну відповідальність за незаконне збагачення в Україні запровадили у 2015 році. Це було однією з вимог ЄС на виконання Плану дій з візової лібералізації, а також одним із зобов'язань України перед МВФ, закріпленим меморандумом.

### Особисте життя
Дружина Світлана — бухгалтер в «Агросвіті». Мають синів Кирила та Назара, доньку Христину. Вісім років тому сім'я стала опікуном сусідського хлопця Олега, у якого померла мати.